# جانغو راينهارت
جان «جانغو» راينهارت (بالفرنسية: Jean 'Django' Reinhard)‏ (ولد 23 يناير 1910 – توفي 16 مايو 1953) هو عازف جيتار وملحن جاز غجري فرنسي ولد في بلجيكا، ويعتبر أحد أعظم الموسيقيين في القرن العشرين. وكان أول موهبة في موسيقى الجاز تخرج من أوروبا ولا يزال من أهم مواهب أوروبا.:cover
شكل راينهارت مع عازف الكمان ستيفان غرابيلي خماسي هوت كلوب دو فرانس ومقره باريس في عام 1934. وكانت الفرقة من بين أوائل فرق الجاز التي اعتمدت على الإيتار كألة رئيسية. سجل راينهارت في موسيقاه في فرنسا مع العديد من الموسيقيين الأميركيين الزائرين، بما في ذلك كولمان هوكنز وبيني كارتر، وأقام جولة وجيزة الولايات المتحدة مع أوركسترا ديوك إلينغتون في عام 1946. وتوفي فجأة بسكتة دماغية في سن الثالثة والأربعين.
وأصبحت مؤلفات راينهارت شعبية داخل إطار الجاز الغجري، بما في ذلك «ماينور سوينغ»، «دافني»، «بيلفيل»، «جانغولوجي»، «سوينغ '42»، و «نواج». يزعم عازف الجيتار فرانك فيغنولا أن كل عازفي الجيتار الكبار في العالم تقريبا قد تأثروا براينهارت. أقيمت مهرجانات جانغو السنوية على مدى العقود القليلة الماضية في جميع أنحاء أوروبا والولايات المتحدة، وكتبت سيرة عن حياته.  في فبراير 2017، عرض مهرجان برلين السينمائي الدولي أول عرض عالمي للفيلم الفرنسي «جانغو».

## روابط خارجية
- جانغو راينهارت على موقع IMDb (الإنجليزية)
- جانغو راينهارت على موقع الموسوعة البريطانية (الإنجليزية)
- جانغو راينهارت على موقع ألو سيني (الفرنسية)
- جانغو راينهارت على موقع ميوزك برينز (الإنجليزية)
- جانغو راينهارت على موقع أول موفي (الإنجليزية)
- جانغو راينهارت على موقع قاعدة بيانات الأفلام السويدية (السويدية)
- جانغو راينهارت على موقع إن إن دي بي (الإنجليزية)
- جانغو راينهارت على موقع أول ميوزيك (الإنجليزية)
- جانغو راينهارت على موقع ديسكوغز (الإنجليزية)
- جانغو راينهارت على موقع قاعدة بيانات الفيلم (الإنجليزية)